# Mikroregion Krnovsko
Mikroregion Krnovsko je dobrovolné sdružení obcí, nacházející se v okrese Bruntál v Moravskoslezském kraji. Mikroregion je svazkem 25 obcí s centrem v Krnově. Územně se Mikroregion Krnovsko shoduje se správním obvodem obce s rozšířenou působností města Krnova. Účelem Mikroregionu Krnovsko je spolupráce členů svazku obcí při realizaci strategického plánu ekonomického rozvoje, rozvoje venkova, kvality života, ochrany životního prostředí, rozvoje cestovního ruchu, kulturních a historických hodnot regionu a propagace mikroregionu. Na území Mikroregionu Krnovsko působí Místní akční skupina Rozvoj Krnovska, o. p. s.

## Obce sdružené v mikroregionu
- Bohušov
- Brantice
- Býkov-Láryšov
- Čaková
- Dívčí Hrad
- Heřmanovice
- Hlinka
- Holčovice
- Hošťálkovy
- Janov
- Jindřichov
- Krasov
- Krnov
- Lichnov
- Liptaň
- Město Albrechtice
- Osoblaha
- Petrovice
- Rusín
- Slezské Pavlovice
- Slezské Rudoltice
- Třemešná
- Úvalno
- Vysoká
- Zátor

## Jiné mikroregiony na území Mikroregionu Krnovsko
- Venkovský mikroregion Dívčí Hrad je dobrovolné sdružení obcí Dívčí Hrad, Hlinka, Slezské Pavlovice a Vysoká, usilujících o společné řešení problémů, které překračují hranice jednotlivých obcí. Území mikroregionu je dáno přirozenou hranicí jeho obcí spolupracujících na celkovém rozvoji oblasti.[1]
- Účelem svazku obcí Mikroregion - Sdružení obcí Osoblažska je obnovení prosperity a rozvoj území Osoblažska. Kromě obcí správního obvodu obce s pověřeným obecním úřadem Osoblaha (Bohušov, Dívčí Hrad, Hlinka, Osoblaha, Rusín, Slezská Rudoltice, Slezské Pavlovice) náleží do Mikroregionu - Sdružení obcí Osoblažska také obce Třemešná, Vysoká a Liptaň. Svazek obcí Mikroregion - Sdružení obcí Osoblažska má sídlo v obci Osoblaha.[2]
- Členy svazku obcí Mikroregion Quinburk, jehož účelem je realizace regionálního rozvoje, rozvoj cestovního ruchu, jsou obce Holčovice a Heřmanovice. Svazek obcí Mikroregion Quingburk má sídlo v obci Holčovice.
- Členy Dobrovolného svazku obcí "Loučka" jsou obce Čaková, Zátor a Brantice. Dobrovolný svazek obcí "Loučka" má sídlo v obci Zátor a organizuje projekt Odvádění a likvidace odpadních vod svazku obcí "Loučka".
- Obce Vysoká, Dívčí Hrad, Liptaň, Třemešná, Město Albrechtice, Krnov a Úvalno jsou členy Sdružení pro výstavbu komunikace I/11-I/57.[3]
- Obec Úvalno je členem Mikroregionu Opavsko-severozápad, jehož účelem je všestranný rozvoj zájmového území a jehož sídlem je obec Úvalno.
- Město Krnova a město Město Albrechtice jsou též členy dobrovolného svazku obcí Sdružení obcí Praděd se sídlem v Krnově, jehož předmětem činnosti je realizace a vyhodnocení projektu s názvem „Integrovaný strukturální projekt ochrany životního prostředí – kanalizace, ČOV“.
- Obce Bohušov, Dívčí Hrad, Hlinka, Janov, Krnov, Liptaň, Osoblaha, Rusín a Slezské Rudoltice jsou členy zájmového sdružení právnických osob u Magistrátu Města Ostravy Sdružení obcí Horního Slezska a severní Moravy se sídlem v Ostravě, jehož účelem je výměna zkušeností a dočasná náhrada regionu.
- Obce Jindřichov, Krasov, Město Albrechtice, Úvalno, Zátor, Brantice a Janov patří do Sdružení obcí Bruntálska, jehož sídlem je Město Albrechtice.
- Na území Mikroregionu Krnovsko tvoří českou část Euroregionu Praděd-Pradziad členské obce Sdružení obcí Osoblažska a Sdružení obcí Bruntálska. Do ER Praděd nepatří obce Býkov-Láryšov (není člen Sdružení obcí Bruntálska), Hošťálkovy, Holčovice, Heřmanovice, Petrovice (není člen Sdružení obcí Bruntálska).[4]
- Obce Krnov a Úvalno patří také do Regionálního sdružení obcí pro česko-polskou spolupráci Opavské Slezsko, jenž tvoří českou část Euroregionu Silesia.[5]
- Na území Mikroregionu Krnovsko působí Místní akční skupina Rozvoj Krnovska, o.p.s., její území je tvořeno obcemi Mikroregionu Krnovsko bez města Krnova. Sídlo MAS Rozvoj Krnovska je v Osoblaze.[6]
- Město Krnov je členem Sdružení pro rozvoj Moravskoslezského kraje.[7]
- Na území Mikroregionu Krnovsko působí Místní agenda 21 Krnov (MA 21 Krnov) se sídlem v Krnově.[8],[9]